# Roligan

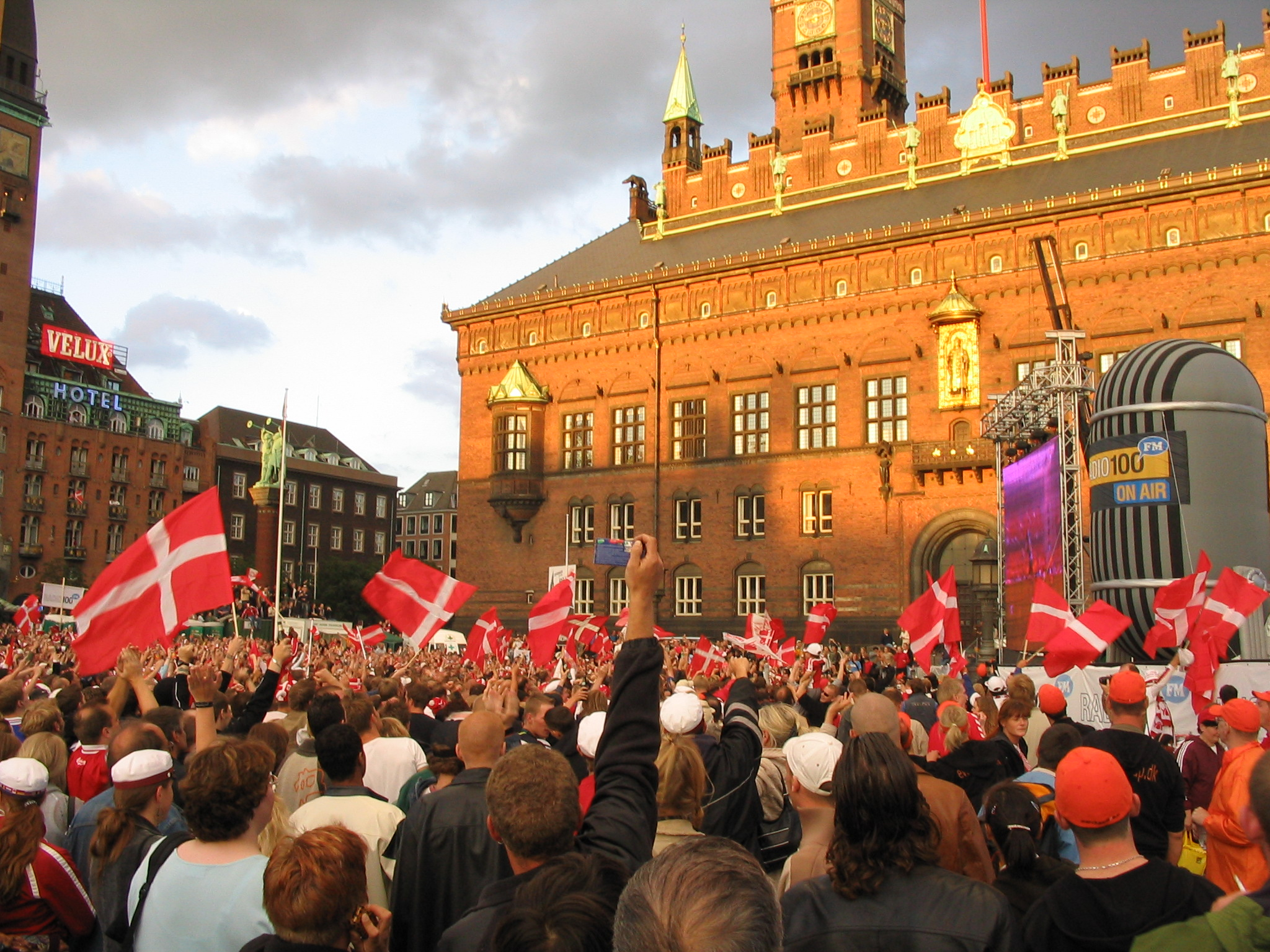
Roliganer i Köpenhamn ser på EM-matchen i fotboll den 22 juni 2004 mellan Danmark och Sverige

Roligan är en dansk benämning på en fotbollssupporter som tar avstånd ifrån våld, vill fokusera på sporten och ha trevligt. Begreppet kan ses som en motsats till huligan och har sitt ursprung i det danska ordet rolig som betyder lugn/lugnt. Speciellt supportrar till det danska fotbollslandslaget kallar sig för roliganer. I Sverige används kanske ordet roligan främst om danska landslagssupportrar.

## Roliganism
Begreppet roligan har också lett till att det under början av 1980-talet växte fram en folkrörelse, den så kallade roliganismen. Under denna period fick danska fotbollssupportrar stor internationell uppmärksamhet för sitt goda men samtidigt festliga uppförande. 1984 tilldelade the International Committee for Fair Play ett pris för sportmässigt uppförande, Fair Play Diploma, till de danska fotbollssupportrarna som ett erkännande för deras uppträdande under EM i fotboll 1984. 1986 bildades föreningen De danske roligans som självmant har tagit på sig uppgiften att göra danska fotbollssupportar till de bästa i världen. Dessutom fungerar De danske roligans som en supporterförening till det danska fotbollslandslaget.

## Motgångar
Händelsen på Parken i Köpenhamn under EM-kvalmatchen den 2 juni 2007 mellan Danmark och Sverige, den så kallade supporterattacken på parken, är den danska roliganismens största motgång och somliga befarar att roliganismens storhetstid nu är över.